# Giorgio Ventura

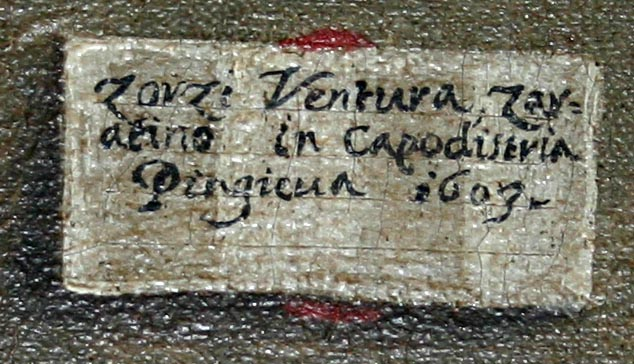
Cartiglio con firma autografa di Giorgio Ventura

Giorgio Ventura, nelle fonti anche Zorzi Ventura (Zara, XVI secolo – XVII secolo), è stato un pittore manierista dalmata cittadino della Repubblica di Venezia, attivo soprattutto in Istria a cavallo fra il XVI e il XVII secolo.

## Vita

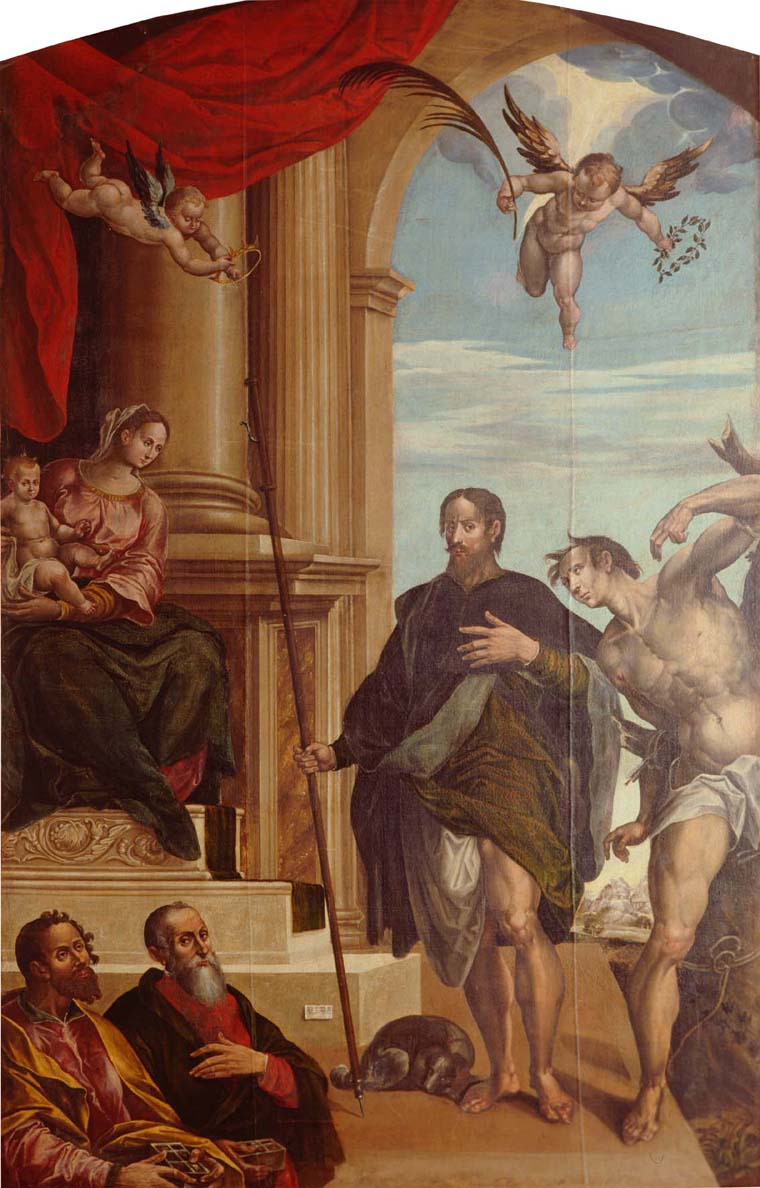
Madonna col Bambino con i santi Rocco e Sebastiano e due committenti. Chiesa parrocchiale di Isola.

Allo stato attuale, quasi nulla si sa della vita di Giorgio o - alla veneta - Zorzi Ventura, se non quanto deriva dal cartiglio di uno dei suoi quadri più famosi, una Madonna col Bambino con i santi Rocco e Sebastiano e due committenti, conservato nella chiesa parrocchiale di Isola: «Zorzi Ventura Zaratino in Capodistria Pingieva 1603».
Nato quindi a Zara in un anno imprecisato, assai probabilmente della seconda metà del Cinquecento, un suo solo quadro rimane in tutta la Dalmazia: la Vergine con sei Santi nella piccola chiesa dei francescani sull'isola di San Paolo di Oltre, presso Zara.
Tradizionalmente si ritiene che la sua attività in Istria abbia avuto inizio nel 1598, anno in cui egli firma e data un'Ultima cena oggi conservata nella chiesa parrocchiale di Fasana. Anche da quest'opera risulta la sua residenza a Capodistria.
Nel 1607 firma la sua ultima opera istriana: un Concerto di santa Cecilia nella chiesa di Abrega (vicino a Parenzo).
Nessuna notizia si ha degli anni successivi, né della data e luogo della morte.

## Opere
Oltre ai quadri già segnalati, a Giorgio Ventura vengono attribuite le seguenti opere:
- Madonna del Rosario (apoteosi della vittoria cristiana a Lepanto) - Chiesa parrocchiale di Visignano. Firmata e datata 1598.
- Madonna con i santi Nazario, Giovanni Battista e Marco - Chiesa di Villa Decani. Firmata e datata 1600.
- Madonna e santi - Chiesa parrocchiale di Visinada. Firmata e datata 1602.
- Deposizione nel sepolcro - Chiesa di Abrega. Non firmata né datata.
- San Floriano - Chiesa parrocchiale di Covedo. Non firmata né datata.

Dall'analisi delle sue opere si nota la sua conoscenza e lo studio di Vittore Carpaccio e di Girolamo Santacroce. L'architettura e lo sfondo dei quadri di Isola e di Villa Decani fanno pensare alla conoscenza anche di altri pittori della tradizione veneta, dalla cui maniera il Venturi sembra attratto.
Secondo il critico russo Boris Lossky, il Ventura si sarebbe ispirato per alcune sue opere non allo studio diretto dei quadri dei maestri, ma ad alcune stampe riproducenti i quadri stessi, dello stampatore tedesco Johann Müller.
Una certa freddezza si può rilevare in alcune figure, ma non mancano momenti felici nella colorazione e qua e là una certa ricerca di vivacità.
Nell'insieme, il Ventura può essere considerato un discreto manierista della scuola veneta del XVI secolo.